# Мэр города Давао
Мэр города Давао (на языке себуано: Dakbayan sa Davao) является главным исполнительным лицом правительства города Давао в регионе Давао, Филиппины. Мэр возглавляет городские департаменты, обеспечивая выполнение постановлений и предоставление общественных услуг. Срок полномочий мэра составляет три года, при этом каждая должность ограничена тремя последовательными сроками, что в общей сложности составляет девять лет. Однако мэр может быть переизбран после перерыва в один срок.
Действующий мэр — Себастьян Дутерте, сын бывшего президента Филиппин Родриго Роа Дутерте.

## История
16 марта 1936 года депутат Давао Ромуальдо С. Кимпо внес законопроект о создании города Давао со статусом самостоятельного города. Этот законопроект был подписан президентом Мануэлем Л. Кесоном как Акт Содружества № 51 16 октября 1936 года. С этого момента город Давао стал управляться мэром как независимый город.
В 1967 году провинция Давао была разделена на три провинции: Давао-дель-Норте, Давао-Ориенталь и Давао-дель-Сур. Географически город Давао стал частью Давао-дель-Сур, но больше не был его столицей. Он превратился в коммерческий центр Южного Минданао. В этот период также впервые был избран представитель коренного населения на пост мэра города в 1967 году на местных выборах победил Элиас Багио Лопес, чистокровный багобо.
В 1972 году город Давао стал административной столицей Южного Минданао. Позднее, после реорганизации в качестве региональной столицы региона Давао (Регион XI), он стал единственным высокоурбанизированным городом этого региона.
В 1986 году президент Корасон Акино назначила Родриго Дутерте исполняющим обязанности вице-мэра. Позже Дутерте баллотировался на пост мэра и победил, занимая эту должность с 1988 по 1998 годы, затем с 2001 по 2010 годы и вновь с 2013 по 2016 годы. Действующим мэром города является его младший сын Себастьян Дутерте.

## Известные Мэры

### Сантьяго Артьяга
Сантьяго Артьяга (1878–1962), до того как стать первым действующим мэром города Давао, уже был яркой, хотя и противоречивой, фигурой в Маниле. Он был одним из первых пенсионеров (государственных стипендиатов) во время американской оккупации. В Маниле он занимал пост городского инженера, что было высшей позицией после мэра, и часто вступал в конфликты с городским советом. Как исполняющий обязанности мэра Манилы, он вызывал зависть своих недоброжелателей.
В 1933 году Артьяга подал заявление о досрочном выходе на пенсию из государственной службы, но это заявление не было принято. Он продолжал работать городским инженером до 1936 года, когда ушел в отставку, чтобы принять назначение на должность мэра города Замбоанга. Однако спустя две недели его перевели в Давао, где он стал первым мэром города.
На протяжении почти трех лет Артьяга усердно исполнял обязанности главы города, но был вынужден оставить эту должность, когда президент Мануэль Л. Кесон назначил его на другую должность. 13 октября 1939 года Малакананг объявил о его назначении новым губернатором провинции Букиднон. Его на посту мэра Давао сменил Агустин Альварес.

### Родриго Дутерте
Родриго Роа Дутерте, юрист и бывший городской прокурор, занимал пост мэра города Давао на протяжении семи сроков. В 2016 году он был избран 16-м президентом Филиппин.
Дутерте родился 28 марта 1945 года в городе Маасин, Южный Лейте. Его отец, Висенте Дутерте, был мэром города Данао на острове Себу и губернатором провинции Давао. Мать, Соледад Роа-Дутерте, работала учителем в государственной школе и была известным общественным активисткой.
Его путь от юриста к политической деятельности начался в 1977 году, когда он был назначен специальным юрисконсультом в городской прокуратуре Давао. Спустя два года он стал помощником городского прокурора, занимая эту должность до 1986 года.
В мае 1986 года, после революции, президент Корасон Акино назначила Дутерте исполняющим обязанности вице-мэра Давао. На местных выборах 1988 года он одержал победу на пост мэра города, представляя движение Lakas ng Dabaw. Его основными соперниками были бывший исполняющий обязанности мэра Зафиро Респисио и популярный радиоведущий Джун Пала.
Дутерте зарекомендовал себя как решительный лидер, чья жёсткая политика помогла значительно снизить уровень преступности в городе и укрепила его авторитет среди жителей.
Родриго Дутерте, прозванный "Карателем" журналом Time за свои спорные методы, тем не менее добился значительных успехов в снижении уровня преступности. Он также сыграл важную роль в улучшении санитарного состояния города, введя запрет на курение в общественных местах, а также в разработке политики, поддерживающей ЛГБТ-сообщество.
Его популярность была настолько велика, что он семь раз избирался мэром города, обходя ограничения по срокам, занимая должности конгрессмена и вице-мэра. Его еженедельная телепрограмма "Gikan sa Masa, Para sa Masa" (с филиппинского: "От народа, для народа") также пользовалась огромным успехом и привлекала большую аудиторию.

### Сара Дутерте
Сара Дутерте дважды занимала пост мэра города Давао в первую половину президентства Бениго Акино III и в течение всего президентского срока её отца, Родриго Дутерте. Она стала первой женщиной-мэром в истории города и самой молодой персоной, когда-либо избранной на этот пост.
В 2022 году Сара Дутерте была избрана вице-президентом Филиппин на выборах, представляя альянс UniTeam вместе с бывшим сенатором Бонгбонгом Маркосом, сыном покойного президента Фердинанда Маркоса, который баллотировался в президенты. Она вступила в борьбу за пост вице-президента в последний момент, подавая заявку на замену, после того как изначально заявляла, что не планирует участвовать в национальных выборах.

## Список Мэров
| Номер.                                 | Фотография                                   | Ф.И.О                           | Начала срока должности | Конец срока должности  | Вице-мэр                                             |
| Комонвелт                              | Комонвелт                                    | Комонвелт                       | Комонвелт              | Комонвелт              | Комонвелт                                            |
| -------------------------------------- | -------------------------------------------- | ------------------------------- | ---------------------- | ---------------------- | ---------------------------------------------------- |
| 1                                      |                                              | Сантьяго Артиага                | 3 декабря 1936         | 12 октября 1939        |                                                      |
| 2                                      |                                              | Агустин Л. Альварес             | 13 октября 1939        | 30 Сентября 1940       |                                                      |
| 3                                      |                                              | Панталеон А. Пеляо              | 1 Октябрь 1940         | 2 Январь 1942          |                                                      |
| Вторая республика (Японская оккупация) |                                              |                                 |                        |                        |                                                      |
| 4                                      |                                              | Альфонсо Г. Обоца               | 1942                   | 1943                   |                                                      |
| 5                                      |                                              | Хуан Меленсио А. Саренас        | 1943                   | 1944                   |                                                      |
| 6                                      |                                              | Донато С. Эндрига               | 1944                   | 1945                   |                                                      |
| Комонвелт                              |                                              |                                 |                        |                        |                                                      |
| (3)                                    |                                              | Панталеон А. Пеляо              | Май 1945               | Декабрь 1945           |                                                      |
| Третья республика                      |                                              |                                 |                        |                        |                                                      |
| 7                                      |                                              | Аполинарий С. Кабигон           | Январь 1946            | Февраль 1946           |                                                      |
| 8                                      |                                              | Фундадор Р. Вильяфуэрте         | 1946                   | 1947                   |                                                      |
| 9                                      |                                              | Леон Мария А. Гарсия            | 1947                   | 1949                   |                                                      |
| 10                                     |                                              | Бернардо Б. Тевес               | 1949                   | 1953                   |                                                      |
| 11                                     |                                              | Родольфо Б. Саренас             | 1953                   | 1954                   |                                                      |
| 12                                     |                                              | Джулиан А. Родригес             | 1954                   | 1955                   |                                                      |
| 13                                     |                                              | Кармело Л. Поррас               | 1956                   | 1959                   | Рамон Г. Морада                                      |
| 13                                     | 1960                                         | Кармело Л. Поррас               | 1963                   | Фермин Т. Абелья       |                                                      |
| 13                                     | 1964                                         | Кармело Л. Поррас               | 1967                   | Элиас Б. Лопез         |                                                      |
| 14                                     |                                              | Элиас Б. Лопез                  | 1968                   | 1971                   | Мануэль С. Сотто                                     |
| Военное положение                      |                                              |                                 |                        |                        |                                                      |
| 15                                     |                                              | Luis T. Santos                  | 1972                   | 1975                   | Корнелио П. Маскариньо                               |
| 15                                     | 1976                                         | Luis T. Santos                  | 1981                   |                        | Корнелио П. Маскариньо                               |
| Четвёртая республика                   |                                              |                                 |                        |                        |                                                      |
| (14)                                   |                                              | Элиас Б. Лопез                  | 1981                   | 1986                   | Корнелио П. Маскариньо                               |
| Переходное правительство               |                                              |                                 |                        |                        |                                                      |
| 16                                     |                                              | Зафиро Л. Реписио               | Апрель 4, 1986         | Май 2, 1986            | Корнелио П. Маскариньо                               |
| 16                                     | Maй 2, 1986                                  | Зафиро Л. Реписио               | Ноябрь 27, 1987        | Родриго Роа Дутерте    |                                                      |
| Пятая республика                       |                                              |                                 |                        |                        |                                                      |
| 17                                     |                                              | Жасинто Т. Рубильяр младший     | 17 Декабрь 1987        | 14 Январь 1988         | Гилберт Г. Абеллера                                  |
| 17                                     | 14 Январь 1988                               | Жасинто Т. Рубильяр младший     | 2 Февраль 1988         | Тельмо Ф. Думадаг      |                                                      |
| 18                                     |                                              | Родриго Роа Дутерте             | 2 Февраль 1988         | 12 Ноябырь 1990        | Доминидор Б. Зуño младший                            |
| 19                                     |                                              | Dominador B. Zuño Jr. (Acting)  | 12 Ноябрь 1990         | 11 Январь 1991         | Корazón Н. Маланьяон                                 |
| (18)                                   |                                              | Родриго Дутерте                 | 11 Январь 1991         | 30 Июнь 1992           | Доминидор Б. Зуño младший                            |
| (18)                                   | 30 Июнь 1992                                 | Родриго Дутерте                 | 30 Июнь 1995           | Луис С. Бонгуян        |                                                      |
| (18)                                   | 30 Июнь 1995                                 | Родриго Дутерте                 | 19 Март 1998           | Бенджамин С. де Гусман |                                                      |
| 20                                     |                                              | Бенджамин С. де Гусман (Acting) | 19 Март 1998           | 30 Июнь 1998           | Даниело С. Даянгхиранг (19 Март 1998 — 27 Март 1998) |
| 20                                     | Пилар С. Брага (27 Март 1998 – 30 Июнь 1998) | Бенджамин С. де Гусман (Acting) | 19 Март 1998           | 30 Июнь 1998           |                                                      |
| (20)                                   |                                              | Бенджамин С. де Гусман          | 30 Июнь 1998           | 30 Июнь 2001           | Луис С. Бонгуян                                      |
| (18)                                   |                                              | Родриго Роа Дутерте             | 30 Июнь 2001           | 30 Июнь 2004           | Луис С. Бонгуян                                      |
| (18)                                   | 30 Июнь 2004                                 | Родриго Роа Дутерте             | 30 Июнь 2007           |                        | Луис С. Бонгуян                                      |
| (18)                                   | 30 Июнь 2007                                 | Родриго Роа Дутерте             | 30 Июнь 2010           | Сара Дутерте           |                                                      |
| 21                                     |                                              | Сара Дутерте                    | 30 Июнь 2010           | 30 Июнь 2013           | Родриго Роа Дутерте                                  |
| (18)                                   |                                              | Родриго Роа Дутерте             | 30 Июнь 2013           | 30 Июнь 2016           | Паоло Дутерте                                        |
| (21)                                   |                                              | Сара Дутерте                    | 30 Июнь 2016           | 30 Июнь 2019           | Паоло Дутерте                                        |
| (21)                                   | 30 Июнь 2019                                 | Сара Дутерте                    | 30 Июнь 2022           | Себастьян Дутерте      |                                                      |
| 22                                     |                                              | Себастьян Дутерте               | 30 Июнь 2022           | Действующий            | Хесус Мельчор Б. Куитайн младший                     |

## Вице-мэр города Давао
Вице-мэр города Давао является вторым по значимости официальным лицом города. Вице-мэр избирается путем народного голосования; хотя большинство кандидатов на пост мэра имеют своих кандидатов на должность вице-мэра, вице-мэр избирается отдельно от мэра. Это может привести к ситуации, когда мэр и вице-мэр принадлежат к разным политическим партиям.
Вице-мэр является председателем Городского совета Давао, хотя он может голосовать только в случае равенства голосов. Когда мэр освобождается от должности, вице-мэр исполняет обязанности мэра до следующих выборов.
Джей Мельчор Куитайн-младший является нынешним вице-мэром города Давао, вступив в должность в июне 2022 года.